# A11-es autópálya (Románia)
Az A11-es autópálya gyorsforgalmi út Romániában, Aradot elkerülő nyomvonalon.
Folytatásának tekinthető az Arad és Nagyvárad között épülő DEx16-os autóút.

## Története

### Arad elkerülő
Az A1-es autópálya és a DN7-es főút közötti 3,5 km-es szakasz eredetileg az A1-es autópálya Arad elkerülőjének részeként épült meg, amelyet 2011 decemberében (fél pályán) ill. 2012 júniusában adták át. 2015 júliusában, az A1-es Arad–Nagylak szakaszának átadásakor ennek a szakasznak a száma A11-re változott.